# Port lotniczy Sesheke
Port lotniczy Sesheke (IATA: SJQ, ICAO: FLSS) – międzynarodowy port lotniczy położony w Sesheke, w Zambii.